# Szeplőtelen fogantatás kápolna (Budaörs)
A Szeplőtelen fogantatás kápolna (Budaörs) a budaörsi Kő-hegyen álló kápolna, amelyet Wendler Ferenc földműves építtetett 1854-től 1855-ig. Ez a kis kápolna nemcsak korábbi, mint bármely Szeplőtelen fogantatás templom a világon, hanem egy budaörsi kinyilatkoztatás szerint megelőzi a híres lourdes-i látomást, amely szerint a Szűz Mária maga állította egy tudatlan lánynak, hogy ő a szeplőtelen fogantatás. Sőt, a dogma pápa által való deklarálása előtt született meg Wendler Ferencben az elhatározás, hogy kápolnát építsen Budaörsön.

## Látomás
A látnok
- Wendler Ferenc (született 1815. június 29-én, elhunyt 1897-ben)

1847. június 29-én, 32. születésnapja éjszakáján azt álmodta, hogy a kőhegyi csipkebokor előtt áll, és a virágain megjelent Szűz Mária mosolygós arca. Ezután élesen látta a rózsa levelein: „Én vagyok a szeplőtelen fogantatás”. Amikor 39 évesen is a születésnapján is Máriáról álmodott, úgy gondolta, ez nem lehet véletlen, a Boldogságos Szűzanyának terve van ővele.

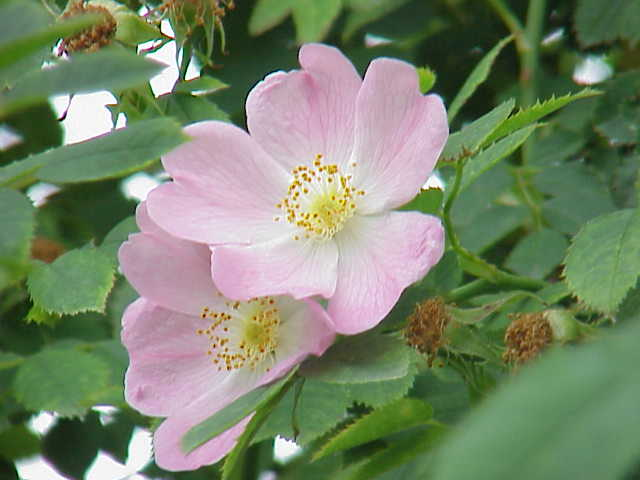
Csipkerózsa

## A pápa és a kápolna
Wendler a kápolnaépítési szándékáról értesítette a helyi plébánost, Brunner atyát. Ő megkérdezte, kinek szeretné szentelni a kápolnát. A válaszon meglepődött, mert nem értette, miért annak, és honnan tudja, hogy van ilyen fogalom. Wendler erre elmondta álmainak tartalmát, majd a válaszaival együtt levelet küldött Rómába egy kérvénnyel. A pápa 1854. december 8-án kihirdette a szeplőtelen fogantatás dogmáját. Hogy a plébános levele megerősíthette-e a pápát abban az elhatározásában, hogy kihirdeti a Szeplőtelen fogantatás dogmáját, az csak valószínűsíthető. 1854. december 20-án a pozitív válasz megérkezett Budaörsre, és rögtön szerződést írtak alá Wendlerrel, hogy felépüljön a kápolna. IX. Piusz pápa egy Mária-szobrot ajándékozott a kápolnának.

## Építés
1855 tavaszán elkezdték építeni az utat fel a hegyre. Scitovszky János hercegprímás adott engedélyt a kápolna felépítéséhez. 1855. május 5-én rakták le a kápolna alapkövét.
Weindler 1872-ben egy barlangot ásott a kápolna mellett kereszt alakban, ahová beköltözött, és ott élt haláláig.

## A kápolna
1855. október 15-én szentelték fel a szeplőtelen fogantatás tiszteletére. Valószínűsíthető, hogy a világban ezt a kápolnát szentelték fel elsőként erre a névre. A híres lourdes-i jelenés is csak három évvel később történt – aminek az elfogadásához nagymértékben hozzájárult, hogy a francia látnoknő egy olyan fogalmat mondott (így nevezte magát: Szeplőtelen fogantatás), amivel nem találkozhatott előtte. A bejárat felett német nyelvű felirat a Bibliából (Újszövetség, János Evangélium –Előszó/Prologos) idézve:
Am Anfange war das Wort, und das Wort war bei Gott, und Gott war das  Wort. Dieses war am Anfange bei Gott.
Magyarul: Kezdetben vala az Ige (Logos). És az Ige Istennél vala. És Isten vala az Ige. Ez kezdetben az Istennél vala. (Károly Ford.) 
A kápolnánál búcsút tartottak szeptemberben, reggel a harangozás után négy díszlövést adtak le egy mozsárból, hármat a Szentháromság tiszteletére, egyet a Szűz Mária tiszteletére. Majd zászlós körmenetekben mentek fel a búcsújárók a hegyre.

## A kápolna sorsa Wendler halála után
A kápolna gondozását fia, András vitte tovább, és 1920-tól Grósz Mátyás, az ő unokája. Mátyás a kápolna melletti kereszt alakú barlangot kibővítette, majd 1932-től ő is itt lakott. 1946 után a németség kitelepítése után a kápolnának nem volt felügyelője.
A felújítását a Budaörsi Német Nemzetiségi Önkormányzat végezte el, 2003. október 15-én szentelték fel újra.